# Nekrolog März 2014
Nekrolog
◄◄
| ◄
| 2010
| 2011
| 2012
| 2013
| 2014 | 2015 | 2016 | 2017 | 2018 | ► | ►►
Januar |
Februar |
März |
April |
Mai |
Juni |
Juli |
August |
September |
Oktober |
November |
Dezember 2014
Weitere Ereignisse | Allgemeiner Nekrolog 2014
Die Beschreibung der verstorbenen Person sollte so kurz wie möglich gehalten sein und nur deren signifikante Tätigkeit(en) enthalten.
Neue Namen ggf. auch unter dem Geburts- und Sterbedatum, also etwa unter 1. Januar und im Geburts- und Sterbejahr (2024) eintragen (nur bei entsprechender großer Wichtigkeit). Für Beispiele siehe die schon vorhandenen Artikel.
Außerdem über die fünf zuletzt Verstorbenen, zu denen es einen ausreichend guten Artikel für eine Präsentation auf der Hauptseite gibt, nach der todesbedingten Überarbeitung der Artikel ggf. auch unter Wikipedia Diskussion:Hauptseite informieren und sie am besten auch in den anderen Wikipedia-Sprachversionen eintragen. Tipp: Regelmäßig bei news.google.de nach „ist tot“, „gestorben“ oder „verstorben“ suchen.
Wenn eine Person gestorben ist, gibt es viele Seiten zu dieser Person in der Wikipedia, die davon auch betroffen sind und entsprechend aktualisiert werden müssen. Beispiele: Namenübersichtsseite, Geburtsjahr, Geburtsort-Seiten und viele mehr.
Wie finde ich die betroffenen Seiten?
Im Suchfeld auf der linken Seite gibt man den Suchbegriff so ein: „Vorname Nachname“. Dann klickt man auf Volltext und alle Seiten mit entsprechendem Suchtext werden aufgerufen. Hier sieht man dann schnell, wo auch das Todesjahr Sinn macht oder sogar ein Teil des Artikels angepasst werden muss. Auch hilft das „Werkzeug“ auf der linken Seite sehr gut, um solche Seiten aufzufinden: „Links auf diese Seite“. Somit ist die Wikipedia wieder aktuell in allen Bereichen! Hinweis: bei Eintragung der Kategorie „Gestorben JAHR“ wird der Missbrauchsfilter 49 ausgelöst, was jedoch nicht schlimm ist. Siehe: Spezial:Missbrauchsfilter/49
Dies ist eine Liste von im März 2014 verstorbenen bekannten Persönlichkeiten. Die Einträge erfolgen innerhalb der einzelnen Daten alphabetisch sortiert. Tiere sind im Nekrolog für Tiere zu finden.

## März
| Tag      | Name                                   | Beruf, bekannt als | Alter | Beleg                                                                    |
| -------- | -------------------------------------- | --- | ----- | ------------------------------------------------------------------------ |
| 31. März | Abubakar Shariff Ahmed                 | somalischer Islamist | 64    |                                                                          |
| 31. März | Erich Ehlers                           | deutscher Organist | 82    |                                                                          |
| 31. März | Irene Fernandez                        | malaysische Frauenrechtlerin | 67    |                                                                          |
| 31. März | Władysław Filipowiak                   | polnischer Archäologe und Prähistoriker                                                                                                   | 87    |                                                                          |
| 31. März | Herbert Gottweis                       | österreichischer Politologe | 56    |                                                                          |
| 31. März | Christof Grüger                        | deutscher Glaskünstler | 87    |                                                                          |
| 31. März | Serge Gut                              | französischer Musikwissenschaftler, Komponist und Pianist                                                                                 | 86    |                                                                          |
| 31. März | Rudolf Jeschar                         | deutscher Ingenieur und Hochschullehrer                                                                                                   | 83    |                                                                          |
| 31. März | Charles H. Keating                     | US-amerikanischer Banker und Unternehmer                                                                                                  | 90    |                                                                          |
| 31. März | Gérard Koch                            | deutsch-französischer Künstler | 88    |                                                                          |
| 31. März | Frankie Knuckles                       | US-amerikanischer DJ | 59    |                                                                          |
| 31. März | K-Star                                 | kenianischer Musiker | 23    |                                                                          |
| 31. März | Bob Larbey                             | britischer Drehbuchautor | 80    |                                                                          |
| 31. März | Ferdinand Masset                       | Schweizer Politiker | 93    |                                                                          |
| 31. März | John van Nielen                        | niederländischer Fußballspieler | 52    |                                                                          |
| 31. März | Jean Paffrath                          | deutscher Fußballspieler und -trainer | 91    |                                                                          |
| 31. März | Phanthog                               | chinesische Bergsteigerin | 75    |                                                                          |
| 31. März | Enrique Plancarte Solís                | mexikanischer Drogenhändler | 43    |                                                                          |
| 31. März | Allen E. Puckett                       | US-amerikanischer Ingenieur und Manager                                                                                                   | 94    |                                                                          |
| 31. März | Roger Somville                         | belgischer Maler | 90    |                                                                          |
| 31. März | Johann Tretter                         | österreichischer Militär | 90    |                                                                          |
| 31. März | Bernd Wippich                          | deutscher Rockmusiker | 64    |                                                                          |
| 31. März | Horst Wörner                           | deutscher Zahnmediziner und Hochschuldozent                                                                                               | 80    |                                                                          |
| 30. März | Mohamed Amamou                         | tunesischer Diplomat | 80    |                                                                          |
| 30. März | Richard Black                          | US-amerikanischer Maler und Grafiker | 92    |                                                                          |
| 30. März | Stan Britt                             | britischer Journalist, Jazzautor und Rundfunkmoderator                                                                                    | 78    |                                                                          |
| 30. März | Gerardo D’Ambrosio                     | italienischer Jurist und Politiker | 83    |                                                                          |
| 30. März | Karl Walter Diess                      | österreichischer Schauspieler und Synchronsprecher                                                                                        | 86    |                                                                          |
| 30. März | Ian Frykberg                           | australischer Sportrechteinhaber und Journalist                                                                                           | 68    |                                                                          |
| 30. März | Klaus Graf                             | deutscher Unternehmer | 84    |                                                                          |
| 30. März | Dave Gregg                             | kanadischer Gitarrist | 54    | [ 1 ]                                                                    |
| 30. März | Rivka Haut                             | US-amerikanische Frauenrechtlerin | 71    |                                                                          |
| 30. März | Jürgen Hinrichs                        | deutscher Politiker | 86    |                                                                          |
| 30. März | Helmut Krasser                         | österreichischer Buddhologe und Tibetologe                                                                                                | 57    |                                                                          |
| 30. März | István Lovas                           | ungarischer Physiker | 82    |                                                                          |
| 30. März | Erik Menkveld                          | niederländischer Schriftsteller und Dichter                                                                                               | 54    |                                                                          |
| 30. März | Costel Moscalu                         | rumänischer Basketballspieler und -trainer                                                                                                | 47    |                                                                          |
| 30. März | Wilhelm Nagel                          | deutscher Goldschmied | 86    |                                                                          |
| 30. März | Kate O’Mara                            | britische Schauspielerin | 74    |                                                                          |
| 30. März | Phuntsok Wangyal                       | tibetischer Politiker | 92    |                                                                          |
| 30. März | Felix B. J. Wubbe                      | niederländischer Rechtshistoriker | 91    |                                                                          |
| 29. März | Hobart Alter                           | US-amerikanischer Surfbretthersteller und Yachtkonstrukteur                                                                               | 80    |                                                                          |
| 29. März | Yousef Hamadani Cohen                  | iranischer Großrabbiner | 98    |                                                                          |
| 29. März | Clinton Grant                          | Bahnradsportler aus Trinidad und Tobago                                                                                                   | 42    |                                                                          |
| 29. März | Marc Platt                             | US-amerikanischer Schauspieler und Balletttänzer                                                                                          | 100   |                                                                          |
| 29. März | Modest Prats i Domingo                 | spanischer Kleriker, Theologe, Romanist und Katalanist                                                                                    | 77    |                                                                          |
| 29. März | Gönül Sen-Menzel                       | türkische bildende Künstlerin | 64    |                                                                          |
| 29. März | Oldřich Škácha                         | tschechischer Fotograf | 72    |                                                                          |
| 29. März | Birgitta Valberg                       | schwedische Schauspielerin | 97    |                                                                          |
| 29. März | Dane Witherspoon                       | US-amerikanischer Schauspieler | 56    |                                                                          |
| 29. März | E-an Zen                               | chinesisch-US-amerikanischer Geologe | 85    |                                                                          |
| 28. März | Jeremiah Denton                        | US-amerikanischer Politiker und Admiral                                                                                                   | 89    |                                                                          |
| 28. März | Václav Fiřtík                          | tschechischer Biathlonfunktionär | 56    |                                                                          |
| 28. März | Edwin Kagin                            | US-amerikanischer Atheist und Säkularist                                                                                                  | 73    |                                                                          |
| 28. März | Michael Lappert                        | britischer Chemiker | 85    |                                                                          |
| 28. März | Godfrey Mdimi Mhogolo                  | tansanischer Bischof | 63    |                                                                          |
| 28. März | Michael Putney                         | australischer Bischof | 67    |                                                                          |
| 28. März | Ruth Ryon                              | US-amerikanische Journalistin | 69    |                                                                          |
| 28. März | Adolf Schmitt                          | deutscher Gartenbauarchitekt und Verbandsfunktionär                                                                                       | 90    |                                                                          |
| 28. März | Lorenzo Semple junior                  | US-amerikanischer Drehbuchautor | 91    |                                                                          |
| 28. März | Hermann Steinthal                      | deutscher Gymnasiallehrer, Altphilologe und Fachdidaktiker                                                                                | 88    |                                                                          |
| 27. März | Jean-Claude Colliard                   | französischer Jurist, Verwaltungsbeamter und Hochschullehrer                                                                              | 68    |                                                                          |
| 27. März | Augustin Deleanu                       | rumänischer Fußballspieler | 69    |                                                                          |
| 27. März | Gerhard Eimer                          | deutscher Kunsthistoriker | 85    |                                                                          |
| 27. März | Alto Fertl                             | deutscher Künstler | 82    |                                                                          |
| 27. März | Richard Nelson Frye                    | US-amerikanischer Orientalist und Historiker                                                                                              | 94    |                                                                          |
| 27. März | Werner G. Kießig                       | deutscher Buchbinder und Restaurator | 90    | [ 2 ]                                                                    |
| 27. März | Winfried Killisch                      | deutscher Geograph | 70    |                                                                          |
| 27. März | Per Lillo-Stenberg                     | norwegischer Schauspieler | 85    |                                                                          |
| 27. März | Jean Marshall                          | britische Sängerin und Gesangslehrerin | 96    |                                                                          |
| 27. März | Derek Martinus                         | britischer Theater- und Fernsehregisseur                                                                                                  | 82    |                                                                          |
| 27. März | James R. Schlesinger                   | US-amerikanischer Politiker | 85    |                                                                          |
| 27. März | Howard Schmertz                        | US-amerikanischer Sportveranstalter | 88    |                                                                          |
| 27. März | Joerg Zboralski                        | deutscher Künstler | 47    |                                                                          |
| 26. März | Karl Otmar von Aretin                  | deutscher Historiker | 90    |                                                                          |
| 26. März | Roger Birkman                          | US-amerikanischer Psychologe | 95    |                                                                          |
| 26. März | George Bookasta                        | US-amerikanischer Schauspieler | 96    |                                                                          |
| 26. März | Horst Brie                             | deutscher Diplomat | 91    |                                                                          |
| 26. März | Klawdija Iwanowna Chabarowa            | sowjetische bzw. russische Theater- und Film-Schauspielerin sowie Sängerin                                                                | 86    |                                                                          |
| 26. März | Nevio De Zordo                         | italienischer Bobfahrer | 71    |                                                                          |
| 26. März | Zhu Dequn                              | chinesischer Maler | 94    |                                                                          |
| 26. März | J. C. Ebbinge Wubben                   | niederländischer Museumsleiter | 99    |                                                                          |
| 26. März | Warren Forma                           | US-amerikanischer Dokumentarfilmer | 90    |                                                                          |
| 26. März | Barbara Gibbons                        | US-amerikanische Kochbuchautorin und Kolumnistin                                                                                          | 79    |                                                                          |
| 26. März | Raymond Hild                           | französischer Fußballtrainer | 81    |                                                                          |
| 26. März | Ann Howard                             | britische Opernsängerin | 79    |                                                                          |
| 26. März | Marcus Kimball, Baron Kimball          | britischer Politiker | 85    |                                                                          |
| 26. März | Wolfgang Kirchgässner                  | deutscher Bischof | 85    |                                                                          |
| 26. März | Guy Lazorthes                          | französischer Mediziner | 103   |                                                                          |
| 26. März | Gina Pellón                            | kubanische Malerin | 87    |                                                                          |
| 26. März | Reinhold Pommer                        | deutscher Radrennfahrer | 79    |                                                                          |
| 26. März | Bruno Primetshofer                     | österreichischer Kirchenrechtler | 85    | [ 3 ]                                                                    |
| 26. März | Franco Reither                         | deutscher Wirtschaftswissenschaftler | 68    | [ 4 ]                                                                    |
| 26. März | Mark Stock                             | US-amerikanischer Maler | 62    |                                                                          |
| 25. März | Lorna Arnold                           | britische Historikerin | 98    |                                                                          |
| 25. März | Rubén Bareiro Saguier                  | paraguayischer Schriftsteller, Journalist und Diplomat                                                                                    | 84    |                                                                          |
| 25. März | Eugen Biser                            | deutscher Theologe und Religionsphilosoph                                                                                                 | 96    |                                                                          |
| 25. März | Harm de Blij                           | niederländisch-US-amerikanischer Geograph                                                                                                 | 78    |                                                                          |
| 25. März | Dietrich Boekle                        | deutscher Komponist und Maler | 77    |                                                                          |
| 25. März | Eckart Früh                            | österreichischer Literaturhistoriker und Archivar                                                                                         | 72    | [ 5 ]                                                                    |
| 25. März | Jan Gross                              | polnischer Theologe | 75    |                                                                          |
| 25. März | Hermann Hager                          | deutscher Unternehmer | 85    |                                                                          |
| 25. März | Stig Hallgren                          | schwedischer Fotograf und Polarforscher                                                                                                   | 88    | [ 6 ]                                                                    |
| 25. März | Albrecht Kottmann                      | deutscher Ingenieur | 85    |                                                                          |
| 25. März | Hank Lauricella                        | US-amerikanischer American-Football-Spieler                                                                                               | 83    |                                                                          |
| 25. März | Eddie Lawrence                         | US-amerikanischer Komiker und Schauspieler                                                                                                | 95    |                                                                          |
| 25. März | Mon Levinson                           | US-amerikanischer Op-Art-Künstler | 88    |                                                                          |
| 25. März | Nicky McFadden                         | irische Politikerin | 51    |                                                                          |
| 25. März | Nanda                                  | indische Schauspielerin | 75    |                                                                          |
| 25. März | Jerry Roberts                          | britischer Kryptologe | 93    |                                                                          |
| 25. März | Jonathan Schell                        | US-amerikanischer Friedensaktivist, Autor und Journalist                                                                                  | 70    |                                                                          |
| 25. März | Gosbert Schüßler                       | deutscher Kunsthistoriker | 66    |                                                                          |
| 25. März | Robert Slater                          | US-amerikanischer Journalist und Autor | 70    |                                                                          |
| 25. März | Pepe Vásquez                           | peruanischer Musiker | 52    |                                                                          |
| 25. März | Ralph Wilson                           | US-amerikanischer Sportvereinseigner | 95    |                                                                          |
| 25. März | Lode Wouters                           | belgischer Radrennfahrer | 84    |                                                                          |
| 24. März | Giuseppe Agostino                      | italienischer Erzbischof | 85    |                                                                          |
| 24. März | Felix Anschütz                         | deutscher Mediziner | 93    |                                                                          |
| 24. März | Philip W. Brickner                     | US-amerikanischer Mediziner und Sachbuchautor                                                                                             | 85    |                                                                          |
| 24. März | Robert F. Coleman                      | US-amerikanischer Mathematiker | 59    |                                                                          |
| 24. März | Peter Graaff                           | niederländischer General | 78    |                                                                          |
| 24. März | Peter Ihm                              | deutscher Bioinformatiker | 87    |                                                                          |
| 24. März | Jannik Inselkammer                     | deutscher Unternehmer | 45    |                                                                          |
| 24. März | Georg Lindner                          | deutscher Politiker | 88    | [ 7 ]                                                                    |
| 24. März | Oleksandr Musytschko                   | ukrainischer Paramilitär | 51    |                                                                          |
| 24. März | Petru Regep                            | rumänischer Fußballspieler | 66    |                                                                          |
| 24. März | Paulo Schroeber                        | brasilianischer Gitarrist | 40    |                                                                          |
| 24. März | John Rowe Townsend                     | britischer Kinderbuchautor | 91    |                                                                          |
| 24. März | Thomas Treitel                         | deutscher Unternehmer | 81    |                                                                          |
| 24. März | Nanda van der Zee                      | niederländische Historikerin | 62    |                                                                          |
| 24. März | Rodney Wilkes                          | trinidadischer Gewichtheber | 89    |                                                                          |
| 23. März | Rafael Alfaro                          | spanischer Ordenspriester und Autor | 84    |                                                                          |
| 23. März | Carmelo Bossi                          | italienischer Boxer | 74    |                                                                          |
| 23. März | Dave Brockie                           | US-amerikanischer Metal-Sänger | 50    |                                                                          |
| 23. März | Peter Faecke                           | deutscher Schriftsteller und Verleger | 73    | [ 8 ]                                                                    |
| 23. März | Barbara Goldstein                      | deutsche Schriftstellerin | 48    |                                                                          |
| 23. März | Brian Goswell                          | britischer Geschäftsmann und Parteienfinanzierer                                                                                          | 78    |                                                                          |
| 23. März | Prokl Nikolaj Hasow                    | russischer Bischof | 71    |                                                                          |
| 23. März | Joan Miller                            | US-amerikanische Tänzerin | 77    |                                                                          |
| 23. März | Etu Ndow                               | gambischer Künstler | 48    |                                                                          |
| 23. März | Jürg Neuenschwander                    | Schweizer Organist und Komponist | 67    |                                                                          |
| 23. März | Peter Oakley                           | britischer Videoblogger | 86    |                                                                          |
| 23. März | Parviz Camran Radji                    | iranischer Diplomat | 77    |                                                                          |
| 23. März | Jaroslav Šerých                        | tschechischer Maler, Grafiker und Illustrator                                                                                             | 86    |                                                                          |
| 23. März | Miroslav Štěpán                        | tschechischer Politiker | 68    |                                                                          |
| 23. März | Adolfo Suárez                          | spanischer Politiker | 81    |                                                                          |
| 23. März | Walter Thießen                         | deutscher Manager | 63    |                                                                          |
| 22. März | Stockton Briggle                       | US-amerikanischer Fernsehproduzent | 79    |                                                                          |
| 22. März | Dieter Franz Braun                     | deutscher Marineoffizier | 78    |                                                                          |
| 22. März | Mickey Duff                            | britischer Boxpromoter | 84    |                                                                          |
| 22. März | Jean-Luc Einaudi                       | französischer Historiker | 62    |                                                                          |
| 22. März | Kurt Rudolf Fischer                    | österreichisch-US-amerikanischer Philosoph                                                                                                | 92    |                                                                          |
| 22. März | Gerrit Heske                           | deutscher Manager | 49    |                                                                          |
| 22. März | Friedl Hofbauer                        | österreichische Schriftstellerin und Übersetzerin                                                                                         | 90    |                                                                          |
| 22. März | Alan Jones                             | britischer Manager | 74    |                                                                          |
| 22. März | Yngve A. A. Larsson                    | schwedischer Mediziner und Hochschullehrer                                                                                                | 97    | [ 9 ]                                                                    |
| 22. März | Thor Listau                            | norwegischer Politiker | 75    |                                                                          |
| 22. März | Bob Meyers                             | kanadischer Eishockeyspieler | 89    |                                                                          |
| 22. März | Tasos Mitsopoulos                      | zyprischer Politiker | 48    |                                                                          |
| 22. März | Rüdiger Peuckert                       | deutscher Politiker | 73    |                                                                          |
| 22. März | Thomas Polgar                          | US-amerikanischer Geheimdienstler | 91    |                                                                          |
| 22. März | Martin Schulze                         | deutscher Journalist | 76    |                                                                          |
| 22. März | Manfred Thiel                          | deutscher Philosoph, Dichter und Verleger                                                                                                 | 96    |                                                                          |
| 22. März | Patrice Wymore                         | US-amerikanische Schauspielerin | 87    |                                                                          |
| 21. März | Ersel Altıparmak                       | türkischer Fußballspieler und -trainer | 72    |                                                                          |
| 21. März | Jack Fleck                             | US-amerikanischer Golfspieler | 92    |                                                                          |
| 21. März | Alain Franck                           | französischer Autor und Regisseur | ≈87   |                                                                          |
| 21. März | André Lavagne                          | französischer Komponist | 100   |                                                                          |
| 21. März | Michael Henley                         | britischer Bischof | 76    |                                                                          |
| 21. März | James Rebhorn                          | US-amerikanischer Schauspieler | 65    |                                                                          |
| 21. März | Ignatius Zakka I. Iwas                 | irakisches Kirchenoberhaupt | 80    |                                                                          |
| 21. März | Kostis Papagiorgis                     | griechischer Schriftsteller | 67    |                                                                          |
| 21. März | John de Salis                          | britischer Diplomat | 66    |                                                                          |
| 21. März | Colin Turner                           | britischer Politiker | 92    |                                                                          |
| 21. März | Moritz-Casimir zu Bentheim-Tecklenburg | deutscher Adeliger | 90    |                                                                          |
| 20. März | Sardar Ahmad                           | afghanischer Journalist | 40    |                                                                          |
| 20. März | Joseph Alouf                           | französischer Immunologe, Mikrobiologe, Toxikologe und Pharmazeut                                                                         | 84    |                                                                          |
| 20. März | Gerhard Bondzin                        | deutscher Maler und Grafiker | 83    |                                                                          |
| 20. März | Luis María Duarte                      | paraguayischer Diplomat | 40    |                                                                          |
| 20. März | Felix Fibich                           | polnisch-US-amerikanischer Tänzer und Choreograph                                                                                         | 96    |                                                                          |
| 20. März | Andrzej Grzegorczyk                    | polnischer Mathematiker | 91    |                                                                          |
| 20. März | Hannes Haas                            | österreichischer Kommunikationswissenschaftler                                                                                            | 56    |                                                                          |
| 20. März | Johann Halbritter                      | österreichischer Politiker | 86    |                                                                          |
| 20. März | Hiroo Inokuchi                         | japanischer Chemiker | 87    |                                                                          |
| 20. März | Karin Kramer                           | deutsche Verlegerin | 74    |                                                                          |
| 20. März | Khushwant Singh                        | indischer Schriftsteller | 99    |                                                                          |
| 20. März | Hans Joachim Tornau                    | deutscher Politiker | 90    |                                                                          |
| 20. März | Murray Weidenbaum                      | US-amerikanischer Ökonom | 87    |                                                                          |
| 19. März | Hilderaldo Bellini                     | brasilianischer Fußballspieler | 83    |                                                                          |
| 19. März | Guy Binsfeld                           | luxemburgischer Verleger | 77    |                                                                          |
| 19. März | Aage Fredrik Bothner                   | norwegischer Jurist und Diplomat | 94    | Dødsannonse, Aftenposten (del 2 Kultur og meninger) 22. März 2014, S. 22 |
| 19. März | Oliver Dansie                          | britischer Zoologe und Naturschützer | 85    |                                                                          |
| 19. März | Ken Forsse                             | US-amerikanischer Puppenbauer | 77    |                                                                          |
| 19. März | Sabine Haubitz                         | deutsche Kunstfotografin | 54    |                                                                          |
| 19. März | Karl Holthaus                          | deutscher Politiker | 85    |                                                                          |
| 19. März | Patrick McGovern                       | US-amerikanischer Verleger | 76    |                                                                          |
| 19. März | Ernest Mühlen                          | luxemburgischer Politiker | 87    |                                                                          |
| 19. März | Fred Phelps                            | US-amerikanischer Baptistenprediger | 84    |                                                                          |
| 19. März | Ulrich Püschel                         | deutscher Germanist und Linguist | 70    |                                                                          |
| 19. März | Don Reitz                              | US-amerikanischer Keramikkünstler | 84    |                                                                          |
| 19. März | Philip Saliba                          | libanesischer Erzbischof | 82    |                                                                          |
| 19. März | Robert Schwarz Strauss                 | US-amerikanischer Politiker und Diplomat                                                                                                  | 95    |                                                                          |
| 19. März | Lawrence E. Walsh                      | US-amerikanischer Jurist und Politiker | 102   |                                                                          |
| 18. März | Jorge Arvizu                           | mexikanischer Schauspieler | 81    |                                                                          |
| 18. März | Karl Baumgartner                       | italienischer Filmproduzent | 65    | [ 10 ]                                                                   |
| 18. März | Leon Bodd                              | norwegischer Rechtsanwalt und Politiker                                                                                                   | 89    |                                                                          |
| 18. März | Albert Dormer                          | britischer Bridge-Experte und Sachbuchautor                                                                                               | 88    |                                                                          |
| 18. März | Karl Thomas Fehr                       | deutscher Mineraloge | 60    |                                                                          |
| 18. März | Ottavio Garaventa                      | italienischer Opernsänger | 80    |                                                                          |
| 18. März | Fritz Herdi                            | Schweizer Musiker, Radiomoderator, Journalist und Schriftsteller                                                                          | 93    |                                                                          |
| 18. März | Edy Hildebrandt                        | luxemburgischer Radiomoderator | 93    |                                                                          |
| 18. März | Maria Elisabeth Möst                   | österreichische Politikerin | 88    |                                                                          |
| 18. März | Tivadar Monostori                      | ungarischer Fußballspieler | 77    |                                                                          |
| 18. März | Ezio Raimondi                          | italienischer Romanist | 89    |                                                                          |
| 18. März | Bernd Schmider                         | deutscher Fußballspieler | 58    |                                                                          |
| 18. März | Lucius Shepard                         | US-amerikanischer Schriftsteller | 70    |                                                                          |
| 18. März | Siegfried Vögele                       | deutscher Marketingforscher | 82    |                                                                          |
| 18. März | Toni Zenz                              | deutscher Bildhauer | 98    |                                                                          |
| 17. März | Mareike Carrière                       | deutsche Schauspielerin | 59    |                                                                          |
| 17. März | José Delicado Baeza                    | spanischer Erzbischof | 87    |                                                                          |
| 17. März | Emilio Delle Piane                     | italienischer Schauspieler | 75    |                                                                          |
| 17. März | Gene Feist                             | US-amerikanischer Dramaturg und Theaterleiter                                                                                             | 91    |                                                                          |
| 17. März | Marek Galiński                         | polnischer Radsportler | 39    |                                                                          |
| 17. März | Paul Hensler                           | deutscher Ingenieur | 85    |                                                                          |
| 17. März | Joseph Kerman                          | US-amerikanischer Musikwissenschaftler und -kritiker                                                                                      | 89    |                                                                          |
| 17. März | Donald Michael Kraig                   | US-amerikanischer Okkultist | 62    |                                                                          |
| 17. März | Rachel Lambert Mellon                  | US-amerikanische Landschaftsarchitektin, Philanthropin und Kunstsammlerin                                                                 | 103   |                                                                          |
| 17. März | Jacques Loiseleux                      | französischer Kameramann | 80    |                                                                          |
| 17. März | Paddy McGuigan                         | irisch-britischer Musiker | 74    |                                                                          |
| 17. März | Oswald Morris                          | britischer Kameramann | 98    |                                                                          |
| 17. März | Antoni Opolski                         | polnischer Astrophysiker | 100   |                                                                          |
| 17. März | Willy Prölß                            | deutscher Gewerkschafter und Politiker | 83    |                                                                          |
| 17. März | L’Wren Scott                           | US-amerikanisches Model und Modedesignerin                                                                                                | 49    |                                                                          |
| 17. März | James E. Stowers                       | US-amerikanischer Unternehmer und Philanthrop                                                                                             | 90    |                                                                          |
| 16. März | Gary Bettenhausen                      | US-amerikanischer Automobilrennfahrer | 72    |                                                                          |
| 16. März | Marc Blondel                           | französischer Gewerkschaftsfunktionär | 75    |                                                                          |
| 16. März | Markus Brüderlin                       | Schweizer Kunsthistoriker, Kurator und Publizist                                                                                          | 55    |                                                                          |
| 16. März | Carlos Camus                           | chilenischer Bischof | 87    |                                                                          |
| 16. März | Fu Weici                               | chinesischer Übersetzer | 91    |                                                                          |
| 16. März | Otto Keimel                            | österreichischer Politiker | 86    |                                                                          |
| 16. März | Mitch Leigh                            | US-amerikanischer Komponist und Theaterproduzent                                                                                          | 86    |                                                                          |
| 16. März | Michael Leiner                         | deutscher Artdirector und Filmemacher | 71    |                                                                          |
| 16. März | Lapiro de Mbanga                       | kamerunischer Sänger | 56    |                                                                          |
| 16. März | Frank Oliver                           | neuseeländischer Rugbyspieler und -trainer                                                                                                | 65    |                                                                          |
| 16. März | Alexander Potschinok                   | russischer Politiker | 56    |                                                                          |
| 16. März | Henri Roques                           | französischer Agrarwissenschaftler und Holocaustleugner                                                                                   | 93    |                                                                          |
| 16. März | Cesare Segre                           | italienischer Literaturwissenschaftler | 85    |                                                                          |
| 16. März | Mongo Stojka                           | österreichischer Musiker und Autor | 84    |                                                                          |
| 16. März | Joseph Fan Zhongliang                  | chinesischer Bischof | 95    | [ 11 ]                                                                   |
| 15. März | Scott Asheton                          | US-amerikanischer Schlagzeuger | 64    |                                                                          |
| 15. März | David Brenner                          | US-amerikanischer Komiker | 78    |                                                                          |
| 15. März | Charlotte Brooks                       | US-amerikanische Fotografin und Fotojournalistin                                                                                          | 95    |                                                                          |
| 15. März | Howard H. Callaway                     | US-amerikanischer Politiker | 86    |                                                                          |
| 15. März | Esmeralda Checa                        | peruanische Schauspielerin | 87    |                                                                          |
| 15. März | Clarissa Dickson Wright                | britische Fernsehköchin | 66    |                                                                          |
| 15. März | Yukio Fujimaki                         | japanischer Politiker | 54    |                                                                          |
| 15. März | Hans Georg Huber                       | deutscher Unternehmer | 71    |                                                                          |
| 15. März | Jürgen Kurbjuhn                        | deutscher Fußballspieler | 73    |                                                                          |
| 15. März | Jesper Langballe                       | dänischer Pfarrer und Politiker | 74    |                                                                          |
| 15. März | Peter Massink                          | niederländischer Jazz-Saxophonist | 59    |                                                                          |
| 15. März | Myrna Mores                            | argentinische Schauspielerin und Sängerin                                                                                                 | 93    |                                                                          |
| 15. März | Luca Moro                              | italienischer Automobilrennfahrer | 41    |                                                                          |
| 15. März | George Pistorius                       | US-amerikanischer Literaturwissenschaftler                                                                                                | 91    |                                                                          |
| 15. März | Thoralf Schollmeyer                    | deutscher Gynäkologe und Geburtshelfer | 52    |                                                                          |
| 15. März | Bi Skaarup                             | dänische Historikerin | 61    |                                                                          |
| 15. März | Cees Veerman                           | niederländischer Musiker | 70    |                                                                          |
| 15. März | Shigetarō Yamamoto                     | japanischer Politiker | 65    |                                                                          |
| 14. März | Tony Benn                              | britischer Politiker | 88    |                                                                          |
| 14. März | Michael Brokside                       | dänischer Krimineller und Hell-Angels Mitglied                                                                                            | 41    |                                                                          |
| 14. März | Otakar Brousek senior                  | tschechischer Schauspieler | 89    |                                                                          |
| 14. März | Gary Burger                            | US-amerikanischer Sänger und Musiker | 72    |                                                                          |
| 14. März | Niels Clausnitzer                      | deutscher Schauspieler und Synchronsprecher                                                                                               | 83    |                                                                          |
| 14. März | Hans Marius Fogh                       | dänischer Segler | 76    |                                                                          |
| 14. März | Erich Halatschek                       | österreichischer Unternehmer | 88    |                                                                          |
| 14. März | Vello Helk                             | dänischer Historiker und Archivar | 90    |                                                                          |
| 14. März | Jorge Ibáñez                           | argentinischer Modedesigner | 44    |                                                                          |
| 14. März | Gašo Knežević                          | serbischer Rechtswissenschaftler und Politiker                                                                                            | 60    |                                                                          |
| 14. März | Henning Kößler                         | deutscher Philosoph | 87    |                                                                          |
| 14. März | Sam Lacey                              | US-amerikanischer Basketballspieler | 66    |                                                                          |
| 14. März | Roger Leir                             | US-amerikanischer Chirurg und Ufologe | ≈79   |                                                                          |
| 14. März | Alpha Mohammed                         | tansanischer Bischof |       |                                                                          |
| 14. März | Ralph Penland                          | US-amerikanischer Jazz-Schlagzeuger | 61    |                                                                          |
| 14. März | Werner Rackwitz                        | deutscher Opernintendant | 84    |                                                                          |
| 14. März | Bob Thomas                             | US-amerikanischer Journalist | 92    |                                                                          |
| 14. März | Karel Trinkewitz                       | tschechischer Künstler | 82    |                                                                          |
| 14. März | Ken Utsui                              | japanischer Schauspieler | 82    |                                                                          |
| 13. März | Reubin Askew                           | US-amerikanischer Politiker | 85    |                                                                          |
| 13. März | Steven Craenmehr                       | US-amerikanischer Musikproduzent, Komponist und Gitarrist                                                                                 | 35    |                                                                          |
| 13. März | Jan Erik Düring                        | norwegischer Filmemacher und Regisseur | 87    |                                                                          |
| 13. März | Al Harewood                            | US-amerikanischer Jazz-Schlagzeuger | 90    |                                                                          |
| 13. März | Edward Haughey, Baron Ballyedmond      | britischer Politiker | 70    |                                                                          |
| 13. März | Ahmad Tejan Kabbah                     | sierra-leonischer Politiker | 82    |                                                                          |
| 13. März | Leopold Kronsteiner                    | österreichischer Politiker | 81    |                                                                          |
| 13. März | Hilda Kühl                             | deutsche Schriftstellerin | 92    |                                                                          |
| 13. März | Sean Leary                             | US-amerikanischer Bergsteiger | 38    |                                                                          |
| 13. März | Icchokas Meras                         | litauischer Schriftsteller | 79    |                                                                          |
| 13. März | Petar Miloševski                       | mazedonischer Fußballtorhüter | 40    |                                                                          |
| 13. März | Kay Werner Nielsen                     | dänischer Bahnradsportler | 92    |                                                                          |
| 13. März | Isabel del Puerto                      | österreichisch-mexikanisch-amerikanisches Model, Schauspielerin, Tänzerin, Schriftstellerin, Fotojournalistin, Maklerin und Unternehmerin | 92    |                                                                          |
| 13. März | Rita Raines                            | US-amerikanische Sängerin | 83    |                                                                          |
| 13. März | Cao Shunli                             | chinesische Bürgerrechtlerin | 52    |                                                                          |
| 13. März | Raphaël Chukwu Uwechue                 | nigerianischer Diplomat, Politiker und Verleger                                                                                           | 78    |                                                                          |
| 13. März | Janusz Zbigniew Zabłocki               | polnischer Politiker | 88    |                                                                          |
| 12. März | Věra Chytilová                         | tschechische Filmregisseurin und Drehbuchautorin                                                                                          | 85    |                                                                          |
| 12. März | José da Cruz Policarpo                 | portugiesischer Kardinal | 78    |                                                                          |
| 12. März | Med Flory                              | US-amerikanischer Jazz-Saxophonist und Schauspieler                                                                                       | 87    |                                                                          |
| 12. März | Arnold A. Heft                         | US-amerikanischer Basketballschiedsrichter und Unternehmer                                                                                | 94    |                                                                          |
| 12. März | Fred Kaz                               | US-amerikanischer Pianist und Komponist                                                                                                   | 80    |                                                                          |
| 12. März | Inna Lisnjanskaja                      | sowjetische bzw. russische Dichterin | 85    |                                                                          |
| 12. März | René Llense                            | französischer Fußballspieler | 100   |                                                                          |
| 12. März | Fortunatus M. Lukanima                 | tansanischer Bischof | 73    | [ 12 ]                                                                   |
| 12. März | Ola L. Mize                            | US-amerikanischer Armeeoffizier | 82    |                                                                          |
| 12. März | Kjell Nupen                            | norwegischer Maler | 58    |                                                                          |
| 12. März | Ōnishi Kyojin                          | japanischer Schriftsteller | 97    |                                                                          |
| 12. März | Calvin Palmer                          | englischer Fußballspieler | 73    |                                                                          |
| 12. März | Jenö Koch                              | ungarischer Handballspieler | 67    |                                                                          |
| 12. März | Soja Rudnowa                           | sowjetische Tischtennisspielerin | 67    |                                                                          |
| 12. März | Duncan Schiedt                         | US-amerikanischer Jazz-Fotograf, Autor und Historiker                                                                                     | 92    |                                                                          |
| 12. März | Albert Schmid                          | deutscher Politiker | 70    |                                                                          |
| 12. März | Hanns Schuschnig                       | deutscher Regisseur, Übersetzer und Schauspieler                                                                                          | 86    |                                                                          |
| 12. März | David Sive                             | US-amerikanischer Jurist und Umweltschützer                                                                                               | 91    |                                                                          |
| 12. März | Jean Vallée                            | belgischer Sänger und Songschreiber | 72    |                                                                          |
| 12. März | Charlotte Zander                       | deutsche Kunstsammlerin und Galeristin | 83    |                                                                          |
| 11. März | Joel Brinkley                          | US-amerikanischer Journalist | 61    |                                                                          |
| 11. März | Marilyn Butler                         | britische Literaturwissenschaftlerin und -kritikerin                                                                                      | 77    |                                                                          |
| 11. März | Bob Crow                               | britischer Gewerkschafter | 52    |                                                                          |
| 11. März | Berkin Elvan                           | türkisches Gewaltopfer | 15    |                                                                          |
| 11. März | Peter Fabian                           | deutscher Atmosphärenchemiker und -physiker                                                                                               | 76    |                                                                          |
| 11. März | Herbert Frese                          | deutscher Ju-Jutsuka und Sportfunktionär                                                                                                  | 55    |                                                                          |
| 11. März | Hans-Günter Gießmann                   | deutscher Augenarzt | 91    |                                                                          |
| 11. März | Alfred Hennings                        | deutscher Künstler | 94    | [ 13 ]                                                                   |
| 11. März | Wolf Hirtreiter                        | deutscher Bildhauer und Maler | 92    |                                                                          |
| 11. März | Nils Horner                            | schwedisch-britischer Journalist | 51    |                                                                          |
| 11. März | Gerhard Lippert                        | deutscher Journalist, Hörspiel- und Synchronsprecher                                                                                      | 87    | [ 14 ]                                                                   |
| 11. März | Hanna Ludwig                           | deutsche Sängerin | 96    |                                                                          |
| 11. März | Nicolai Rhein                          | deutscher Schauspieler | 70    |                                                                          |
| 11. März | Heidemarie Rohweder                    | deutsche Schauspielerin | 70    |                                                                          |
| 11. März | Ken Russell                            | US-amerikanischer American-Football-Spieler                                                                                               | 78    |                                                                          |
| 11. März | Eric Sainsbury                         | britischer Sozialwissenschaftler | 88    |                                                                          |
| 11. März | Marga Spiegel                          | deutsche Holocaust-Überlebende | 101   |                                                                          |
| 11. März | Rudolf Summer                          | deutscher Rechtswissenschaftler | 78    |                                                                          |
| 11. März | Doru Tureanu                           | rumänischer Eishockeyspieler und -trainer                                                                                                 | 60    |                                                                          |
| 10. März | Robert Becker                          | deutscher Publizist | 97    |                                                                          |
| 10. März | Francesco De Nittis                    | italienischer Erzbischof | 80    |                                                                          |
| 10. März | Gabriella Déry                         | ungarische Opernsängerin | 80    |                                                                          |
| 10. März | Werner Gaede                           | deutscher Semiotiker | 87    | [ 15 ]                                                                   |
| 10. März | Ivan Gams                              | jugoslawischer bzw. slowenischer Geograph und Hochschullehrer                                                                             | 90    |                                                                          |
| 10. März | Alexander Geller                       | russischer Schachspieler und -journalist                                                                                                  | 82    |                                                                          |
| 10. März | Wolfgang Kerkhoff                      | deutscher Sportjournalist | 65    |                                                                          |
| 10. März | Georges Lamia                          | französischer Fußballspieler | 80    |                                                                          |
| 10. März | Samuel W. Lewis                        | US-amerikanischer Diplomat | 83    |                                                                          |
| 10. März | Cynthia Lynn                           | US-amerikanische Schauspielerin | 77    |                                                                          |
| 10. März | Joe McGinniss                          | US-amerikanischer Schriftsteller | 71    |                                                                          |
| 10. März | Matthew Power                          | US-amerikanischer Journalist | 39    |                                                                          |
| 10. März | Gabriel Rosas Vega                     | kolumbianischer Politiker | ?     |                                                                          |
| 10. März | Hans Rotter                            | deutscher Theologe und Geistlicher | 81    |                                                                          |
| 10. März | Thomas Sauer                           | deutscher Politiker | 51    |                                                                          |
| 10. März | Rudolf von Strasser                    | österreichischer Glassammler und Kunstmäzen                                                                                               | 94    |                                                                          |
| 9. März  | Françoise Adnet                        | französische Pianistin und Malerin | 89    |                                                                          |
| 9. März  | Gregory Brough                         | australischer Schwimmer | 62    |                                                                          |
| 9. März  | Walter Drerup                          | deutscher Jurist | 92    |                                                                          |
| 9. März  | Mohammed Fahim                         | afghanischer Militär und Politiker | 56    |                                                                          |
| 9. März  | Paulo Filo Della Torre                 | italienischer Journalist | 80    |                                                                          |
| 9. März  | William Clay Ford Senior               | US-amerikanischer Unternehmer | 88    |                                                                          |
| 9. März  | Paul Hartwig                           | deutscher Vizeadmiral | 98    | [ 16 ]                                                                   |
| 9. März  | Melba Hernández                        | kubanische Politikerin, Diplomatin und Revolutionärin                                                                                     | 92    |                                                                          |
| 9. März  | Hubert Locher                          | deutscher Journalist | 87    |                                                                          |
| 9. März  | Glenn McDuffie                         | US-amerikanischer Matrose | 86    |                                                                          |
| 9. März  | Hussein Mehmedow                       | bulgarischer Ringer | 90    |                                                                          |
| 9. März  | Carlos Moreno                          | argentinischer Schauspieler und Regisseur                                                                                                 | 75    |                                                                          |
| 9. März  | Nazario Moreno González                | mexikanischer Drogenboss | 44    |                                                                          |
| 9. März  | Mario Palmaro                          | italienischer Schriftsteller und Bioethiker                                                                                               | 45    |                                                                          |
| 9. März  | Tonino Ricci                           | italienischer Filmregisseur und Drehbuchautor                                                                                             | 86    |                                                                          |
| 9. März  | Joseph Sax                             | US-amerikanischer Jurist | 78    |                                                                          |
| 9. März  | Hans-Joachim Scherbening               | deutscher Nachrichtensprecher | 79    |                                                                          |
| 8. März  | Svend Bergstein                        | dänischer Offizier und Politiker | 72    |                                                                          |
| 8. März  | Leo Bretholz                           | österreichisch-US-amerikanischer Holocaustüberlebender                                                                                    | 93    |                                                                          |
| 8. März  | Diethild Buchheim                      | deutsche Mäzenin | 91    |                                                                          |
| 8. März  | James Ellis                            | britischer Schauspieler | 82    |                                                                          |
| 8. März  | William Guarnere                       | US-amerikanischer Weltkriegsveteran | 90    |                                                                          |
| 8. März  | Wendy Hughes                           | australische Schauspielerin | 61    |                                                                          |
| 8. März  | Helmut Georg Koenigsberger             | britischer Historiker | 95    | [ 17 ]                                                                   |
| 8. März  | Jewgeni Krassilnikow                   | sowjetischer Volleyballspieler | 48    |                                                                          |
| 8. März  | Pierre Lalive d’Epinay                 | Schweizer Jurist und Philosoph | 90    |                                                                          |
| 8. März  | Gerard Mortier                         | belgischer Intendant und Festspielleiter                                                                                                  | 70    |                                                                          |
| 8. März  | Justus Pfaue                           | deutscher Schriftsteller und Drehbuchautor                                                                                                | 71    |                                                                          |
| 8. März  | Viktor Schem-Tow                       | israelischer Politiker | 99    |                                                                          |
| 8. März  | Larry Scott                            | US-amerikanischer Bodybuilder | 75    |                                                                          |
| 8. März  | Randolph W. Thrower                    | US-amerikanischer Jurist | 100   |                                                                          |
| 7. März  | Hal Douglas                            | US-amerikanischer Synchronsprecher | 89    |                                                                          |
| 7. März  | Peter Dunn                             | britischer Ingenieur und Physiker | 87    |                                                                          |
| 7. März  | Roland G. Foerster                     | deutscher Militärhistoriker | 77    |                                                                          |
| 7. März  | Thomas Hinde                           | britischer Schriftsteller | 88    |                                                                          |
| 7. März  | Heiko Bellmann                         | deutscher Biologe | 63    |                                                                          |
| 7. März  | Richard Best                           | britischer Diplomat | 80    |                                                                          |
| 7. März  | Anatoli Kusnezow                       | sowjetischer Schauspieler | 83    |                                                                          |
| 7. März  | Lou Mauro                              | US-amerikanischer Jazzmusiker | 86    |                                                                          |
| 7. März  | Bill McLaughlin                        | US-amerikanischer Journalist | 76    |                                                                          |
| 7. März  | Joe Mudele                             | britischer Jazzbassist | 93    |                                                                          |
| 7. März  | Nakae Yōsuke                           | japanischer Diplomat | 91    |                                                                          |
| 7. März  | Javier Naranjo Villegas                | kolumbianischer Bischof | 95    |                                                                          |
| 7. März  | Ned O’Gorman                           | US-amerikanischer Dichter und Pädagoge | 84    |                                                                          |
| 7. März  | Gerold Scheuermann                     | deutscher Heimatforscher | 85    |                                                                          |
| 7. März  | Uwe Timm                               | deutscher Anarchist und Antimilitarist | 82    |                                                                          |
| 7. März  | Michael Walter                         | deutscher Jurist und Strafvollzugswissenschaftler                                                                                         | 69    | [ 18 ]                                                                   |
| 7. März  | Patti Wicks                            | US-amerikanische Jazz-Sängerin und Pianistin                                                                                              | 69    |                                                                          |
| 6. März  | Oscar „Osqui“ Amante                   | argentinischer Musiker und Sänger | 64    |                                                                          |
| 6. März  | Jean-Louis Bertuccelli                 | französischer Filmregisseur und Drehbuchautor                                                                                             | 71    |                                                                          |
| 6. März  | Thomas Betzler                         | deutscher Automobilrennfahrer und Unternehmer                                                                                             | 65    |                                                                          |
| 6. März  | Christian Casadesus                    | französischer Schauspieler | 101   |                                                                          |
| 6. März  | Maurice Faure                          | französischer Politiker | 92    |                                                                          |
| 6. März  | Martin Gottfried                       | US-amerikanischer Theaterkritiker | 80    |                                                                          |
| 6. März  | Gurth Hoyer-Millar                     | schottischer Rugbyspieler | 84    |                                                                          |
| 6. März  | Jim Jeffords                           | US-amerikanischer Automobilrennfahrer | 87    |                                                                          |
| 6. März  | Frank Jobe                             | US-amerikanischer Mediziner | 88    |                                                                          |
| 6. März  | David Koff                             | US-amerikanischer Dokumentarfilmer und Aktivist                                                                                           | 74    |                                                                          |
| 6. März  | Barbro Kollberg                        | schwedische Schauspielerin | 96    |                                                                          |
| 6. März  | Joe Lane                               | US-amerikanischer Politiker | 78    |                                                                          |
| 6. März  | Sheila MacRae                          | US-amerikanische Schauspielerin | 92    |                                                                          |
| 6. März  | Michael Mechel                         | deutscher Schauspieler | 70    |                                                                          |
| 6. März  | Heinrich Pohlmeier                     | deutscher Politiker | 91    |                                                                          |
| 6. März  | Jagat Singh Mehta                      | indischer Diplomat | 91    |                                                                          |
| 6. März  | Manlio Sgalambro                       | italienischer Philosoph und Schriftsteller                                                                                                | 89    |                                                                          |
| 6. März  | Margaret Spufford                      | britische Historikerin | 78    |                                                                          |
| 6. März  | Marion Stein                           | britische Pianistin | 87    |                                                                          |
| 5. März  | Annie Bataille                         | französische Fußballspielerin | 62    |                                                                          |
| 5. März  | Jacques Bodmer                         | spanisch-katalanischer Dirigent | 89    |                                                                          |
| 5. März  | Iain Campbell                          | britischer Biologe und Biochemiker | 72    |                                                                          |
| 5. März  | Robin Dunn                             | britischer Jurist | 96    |                                                                          |
| 5. März  | Geoff Edwards                          | US-amerikanischer Schauspieler und Moderator                                                                                              | 83    |                                                                          |
| 5. März  | Leopold Gansch                         | österreichischer Kommunalpolitiker | 73    |                                                                          |
| 5. März  | Nigel Groom                            | britischer Arabist und Historiker | 89    |                                                                          |
| 5. März  | Scott Kalvert                          | US-amerikanischer Regisseur | 49    |                                                                          |
| 5. März  | Hans Oskar Kaufmann                    | Schweizer Archivar | 85    |                                                                          |
| 5. März  | Christel Kittner                       | Ehefrau und technische Mitarbeiterin des Kabarettisten Dietrich Kittner                                                                   | 75    |                                                                          |
| 5. März  | Witali Kowalenko                       | russischer Schachkomponist | 66    |                                                                          |
| 5. März  | Ailsa McKay                            | britische Wirtschaftswissenschaftlerin | 50    |                                                                          |
| 5. März  | Marius Nichiteanu                      | rumänischer Bratschist | 55    |                                                                          |
| 5. März  | Leopoldo María Panero                  | spanischer Dichter | 65    |                                                                          |
| 5. März  | Paul van der Schoot                    | deutscher Sportwissenschaftler | 88    |                                                                          |
| 5. März  | Kazuo Yairi                            | japanischer Gitarrenbauer | 81    |                                                                          |
| 4. März  | Emilio Agra                            | spanisch-venezolanischer Karikaturist | ≈61   |                                                                          |
| 4. März  | Curt Cappel                            | deutscher Tier- und Dokumentarfilmer | 69    |                                                                          |
| 4. März  | Renato Cioni                           | italienischer Opernsänger | 84    |                                                                          |
| 4. März  | László Fekete                          | ungarischer Fußballspieler | 59    |                                                                          |
| 4. März  | Erhardt Feuereiß                       | deutscher Sportfunktionär | 99    |                                                                          |
| 4. März  | Lawrence Patrick Henry                 | südafrikanischer Erzbischof | 79    |                                                                          |
| 4. März  | Alfons Höckmann                        | deutscher Theaterleiter und Schauspieler                                                                                                  | 90    |                                                                          |
| 4. März  | Elaine Kellett-Bowman                  | britische Politikerin | 90    |                                                                          |
| 4. März  | Jack Kinzler                           | US-amerikanischer Weltraumingenieur | 94    |                                                                          |
| 4. März  | Jeffrey Klaiber                        | US-amerikanisch-peruanischer Kirchenhistoriker                                                                                            | ≈70   |                                                                          |
| 4. März  | Fritz Marquardt                        | deutscher Regisseur und Schauspieler | 85    |                                                                          |
| 4. März  | Boris Pustynzew                        | russischer Dissident | 78    |                                                                          |
| 4. März  | Eva Röder                              | deutsche Malerin | 88    |                                                                          |
| 4. März  | Richard Vaughan                        | britischer Historiker und Ornithologe | 86    |                                                                          |
| 4. März  | Lieuwe Visser                          | niederländischer Opernsänger | 73    |                                                                          |
| 4. März  | Hartmut Wierscher                      | deutscher Politiker | 89    |                                                                          |
| 4. März  | Wu Tianming                            | chinesischer Regisseur und Produzent | 74    |                                                                          |
| 3. März  | Robert Ashley                          | US-amerikanischer Komponist und Klangkünstler                                                                                             | 83    |                                                                          |
| 3. März  | Curt Boström                           | schwedischer Politiker | 87    |                                                                          |
| 3. März  | Christine Buchegger                    | österreichische Schauspielerin | 71    |                                                                          |
| 3. März  | Martin Gutzwiller                      | Schweizer Physiker | 88    |                                                                          |
| 3. März  | Jorge Florencio Montivero              | argentinischer Fußballspieler | 58    |                                                                          |
| 3. März  | Sherwin B. Nuland                      | US-amerikanischer Mediziner und Sachbuchautor                                                                                             | 83    |                                                                          |
| 3. März  | William Reid Pogue                     | US-amerikanischer Astronaut | 84    |                                                                          |
| 3. März  | Billy Robinson                         | britischer Wrestler | 75    |                                                                          |
| 3. März  | Simo Salminen                          | finnischer Jazztrompeter | 57    |                                                                          |
| 3. März  | Peter Szech                            | deutscher Fußballspieler | 60    |                                                                          |
| 3. März  | Karl Url                               | österreichischer Politiker | 79    |                                                                          |
| 2. März  | Arturo Álvarez                         | argentinischer Journalist und Hochschullehrer                                                                                             | ?     |                                                                          |
| 2. März  | Peter Bares                            | deutscher Organist und Komponist | 78    |                                                                          |
| 2. März  | Molly Lamb Bobak                       | kanadische Malerin | 94    |                                                                          |
| 2. März  | Teddy Ehrenreich                       | österreichischer Jazzmusiker | 77    |                                                                          |
| 2. März  | Volker Friedberg                       | deutscher Gynäkologe und Geburtshelfer | 92    |                                                                          |
| 2. März  | Nelson Henríquez                       | venezolanischer Sänger | 70    |                                                                          |
| 2. März  | Jacob Jervell                          | norwegischer Theologe und Hochschullehrer                                                                                                 | 88    |                                                                          |
| 2. März  | Justin Kaplan                          | US-amerikanischer Schriftsteller und Herausgeber                                                                                          | 88    |                                                                          |
| 2. März  | Helmut Müller                          | deutscher Jurist | 85    |                                                                          |
| 2. März  | Stanley Rubin                          | US-amerikanischer Produzent und Drehbuchautor                                                                                             | 96    |                                                                          |
| 2. März  | Rudolph Joseph Rummel                  | US-amerikanischer Politikwissenschaftler                                                                                                  | 81    |                                                                          |
| 2. März  | Norman Scarfe                          | britischer Historiker | 90    |                                                                          |
| 2. März  | Albert Sefranek                        | deutscher Unternehmer | 93    |                                                                          |
| 1. März  | Prafulla Dahanukar                     | indische Malerin | 80    |                                                                          |
| 1. März  | A. Richard Diebold, Jr.                | US-amerikanischer Anthropologe | 80    |                                                                          |
| 1. März  | Emilio di Guida                        | venezolanischer Automobilrennfahrer | 50    |                                                                          |
| 1. März  | Dieter Eckbauer                        | deutscher Journalist | 75    |                                                                          |
| 1. März  | Edita Guerrero                         | peruanische Sängerin | 30    |                                                                          |
| 1. März  | Eckart Höfling                         | deutscher Geistlicher und Armenhelfer | 77    | [ 19 ]                                                                   |
| 1. März  | Horst Ihde                             | deutscher Amerikanist | 79    | [ 20 ]                                                                   |
| 1. März  | Peter Kirwan Taylor                    | britischer Automobildesigner, Skirennläufer und Banker                                                                                    | 84    |                                                                          |
| 1. März  | Bangaru Laxman                         | indischer Politiker | 74    |                                                                          |
| 1. März  | Carlos Lieberman                       | argentinischer Journalist | 81    | [ 21 ]                                                                   |
| 1. März  | Mario Pasco Cosmópolis                 | peruanischer Politiker | 74    |                                                                          |
| 1. März  | Alain Resnais                          | französischer Filmregisseur | 91    |                                                                          |
| 1. März  | Peter Stokowy                          | deutscher Fußballspieler | 72    |                                                                          |
| 1. März  | Gyula Tóth                             | ungarischer Fußballtorwart | 72    |                                                                          |
| 1. März  | Werner Uebelmann                       | Schweizer Kakteenhändler und Kakteensammler                                                                                               | 92    |                                                                          |
| 1. März  | John Wilkinson                         | britischer Politiker | 73    |                                                                          |
| 1. März  | Willy Wölfli                           | Schweizer Physiker | 83    |                                                                          |
| 1. März  | Alejandro Zaffaroni                    | uruguayisch-US-amerikanischer Unternehmer                                                                                                 | 91    |                                                                          |